# Breutelia aristifolia
Breutelia aristifolia är en bladmossart som beskrevs av Bennard Otto van Zanten 1964. Breutelia aristifolia ingår i släktet gullhårsmossor, och familjen Bartramiaceae. Inga underarter finns listade i Catalogue of Life.